# 大山铺镇
大山铺镇，是中华人民共和国四川省自贡市大安区下辖的一个乡镇级行政单位。

## 行政区划
大山铺镇下辖以下地区：
松林社区、大山铺社区、大山村、新燕村、永和村、盐井村、世平村、光明村、伍家村、青龙村、恐龙村和新塘村。